# 로트주의 캉통
프랑스 로트주에는 총 17개의 캉통이 속해 있다. 2015년 3월 행정구역 총개편으로 인해 현재는 다음과 같이 설치되어 있다.
- 가오르 1
- 가오르 2
- 가오르 3
- 코스에부리안
- 코스에발레
- 세르에세갈라
- 피제아크 1
- 피제아크 2
- 구르동
- 그라마
- 라카펠마리발
- 뤼제슈
- 마르슈뒤쉬드케르시
- 마르텔
- 퓔레베크
- 생세레
- 수일라크